# 电子游戏攻略
电子游戏攻略是帮助玩家提升游戏技能、破关游戏或满足特定条件的一种方法指引。也可制作成实况视频，将自己玩游戏的实况录制下来，上传到或实况直播于互联网。攻略视频可被视为帮助玩家增加经验的指南，有助于解锁成就和通關或用於结識日常休閒的志同道合者。
攻略视频源于游戏杂志的文字攻略。随着计算机和互联网的日益普及，攻略扩展到视频。据2015年在芬兰进行的一项研究，攻略视频观众的平均年龄为23岁，普遍为男性。有些人和企业以公开录制提供指南赚取影片平台丰厚收益。

## 历史
电子游戏攻略起先存在于游戏杂志和电子布告栏中。20世纪80年代末到21世纪初美国开始以“热线”模式提供指导服务。尽管互联网攻略迅速兴起，文字攻略时至今日仍以纸质和数字版格式呈现。纸媒的例子有普莉瑪遊戲发行的攻略本，而数字版文字攻略则出现在IGN、GamesRadar和GameFAQs等游戏网站上，一般为百科形式。《电脑与电子游戏》在他们的网站（目前失效）computerandvideogames.com上制作并刊出大量数字版指南，直到母公司Future plc倒闭。
玩家制作数字版攻略的目的一般是帮助其他玩家达成游戏中的特定成就，类似于文字和电话攻略，此外也可以用来娱乐消遣。这些数字版攻略一般会被上传到YouTube等视频分享网站或透过Twitch.tv流媒体实况转播。游戏实况则是攻略的特殊模式，一般着重于娱乐，而不是实况主完成游戏时用调侃式的评论提醒观众收看。

## 模式

普莉瑪遊戲游戏攻略本封面。

文本攻略创作没有标准模式，目前的创作指南包含了广泛例子与分步骤指导。普莉瑪遊戲和《电脑与电子游戏》都制作攻略。普莉玛游戏制作专门的正式文本攻略及针对各大游戏的纸质版和数字版攻略书。《电脑与电子游戏》在他们的网站和官方YouTube频道上发布文字和视频攻略，直到2015年2月被整合旗下品牌资产的Future plc关闭。IGN也创作发布文字和视频攻略。
至于攻略视频，可以用多种模式记录游戏过程，譬如屏幕录制软件、部分模拟器的内置录音功能或连接家用机或其他计算机的视频捕捉设备。有些游戏内置录像功能，例如《侠盗猎车手V》（2013）在重新发行的PlayStation 4和Xbox One版本内置录制和编辑功能，让玩家录制编辑视频，和其他人共享。视频内容一般透过流媒体在互联网分享，利用视频分享和YouTube及Twitch等流媒体网站，有可能获得数百万观众。

## 动机
2016年，坦佩雷大学的马克斯·斯乔布鲁姆（Max Sjöblom）和朱霍·哈马利（Juho Hamari）进行了一项研究攻略视频观众不同动机的研究。根据研究，五个最明显的动机是增进玩家对特定游戏的经验、自信及了解；社交；从日常生活中“逃脱”或消遣。攻略视频可以指导玩家完成整部游戏或仅是某些要素，也可以指导寻找稀有收集品或解锁成就。
美联社的芭芭拉·奥图塔（Barbara Ortutay）表示，玩家“观看现场和录制的视频教学不仅可以提高自己的能力，还可以视之为和明星玩家互动的聊天室或仅仅是娱乐。”《商业内幕》和《The Verge》表示，这一类型视频内容和流媒体直播的观众不仅发挥了它们的娱乐价值，还在从购买决定到“更好地玩游戏”的各项事宜中获得帮助。GamesRadar称观看攻略视频是“游戏界的Netflix”，美国有线电视新闻网宣称透过视频或流媒体直播看别人玩游戏是“必看电视节目”。
有些玩家从玩游戏指导或娱乐观众中探索到有利可图的商业模式。由于不断有玩家上传或流媒体直播他们的内容，多领域协助内容创作者的多频道网络形成，以换取广告收入产生的份额。

## 受众
| 由于已知的技术原因，图表暂时不可用。带来不便，我们深表歉意。 |                                                              |
|                                                              | 由于已知的技术原因，图表暂时不可用。带来不便，我们深表歉意。 |

2015年2月，芬兰坦佩雷大学对攻略视频观众进行了一项研究，以自荐方式招募受访者（据报超过93%有Twitch.tv帐号）。认证受访者共有1091位，平均年龄约23岁，92.3%为男性。大多数受访者年收入少于1万美元，教育程度中等。其中，中等教育程度观众最多，占52.19%，其他教育程度的看得较少。

## 延伸阅读
- PC Mag Twitch and Beyond: The Best Video Game Live Streaming Services （页面存档备份，存于） 出自《PC Magazine》
- The Business of Playing Video Games 出自《太平洋标准杂志》（Pacific Standard Magazine）